# Nyala, Sudan

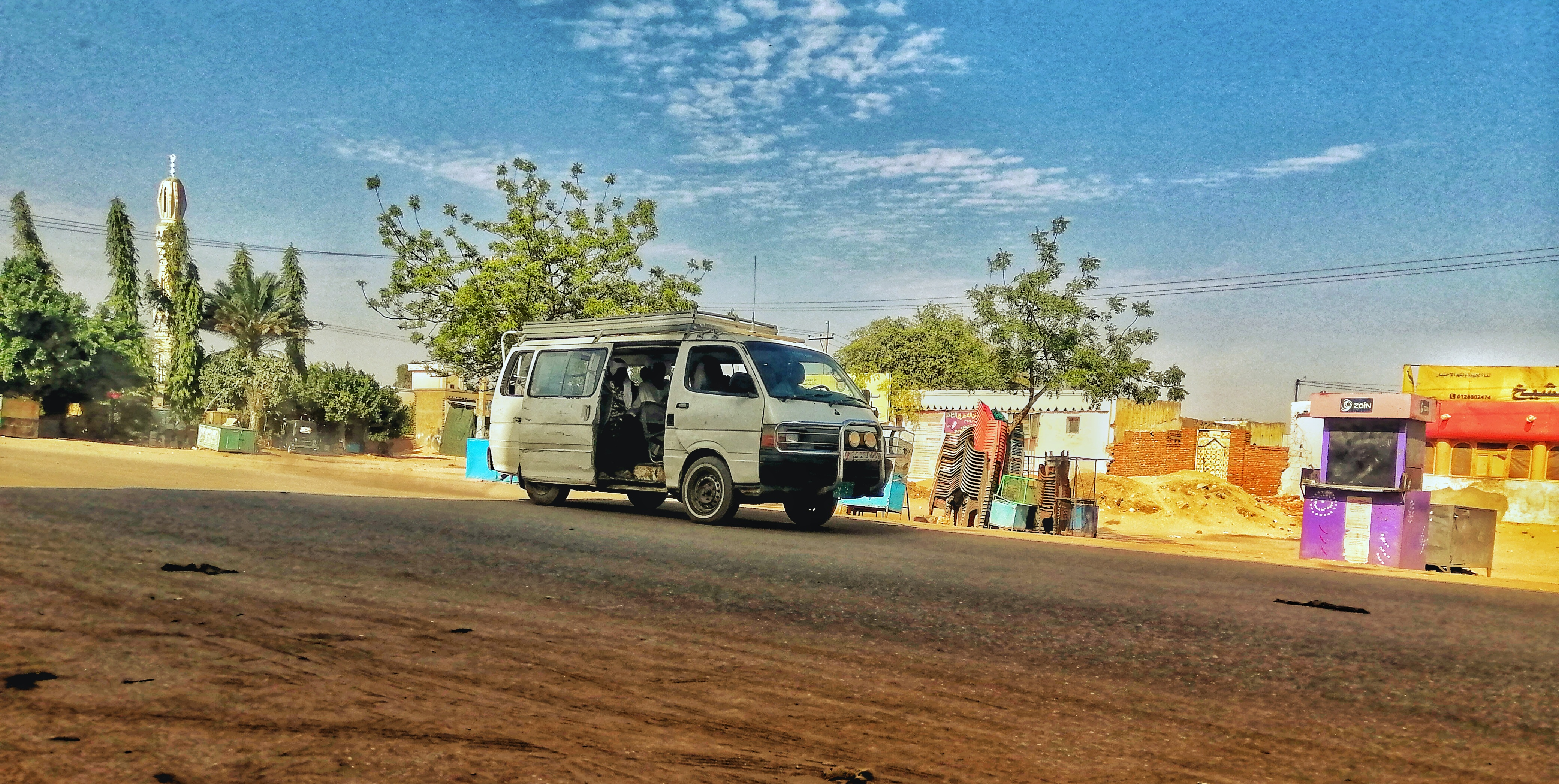
Nyala

Nyala   (în arabă الجنينة) este un oraș  în  Sudan. Este reședinta  statului Darfur de Sud.